# Miconia russea
Miconia russea är en tvåhjärtbladig växtart som beskrevs av John Julius Wurdack. Miconia russea ingår i släktet Miconia och familjen Melastomataceae.
Artens utbredningsområde är Ecuador. Inga underarter finns listade i Catalogue of Life.